# Giorgio Pantano
Pour les articles homonymes, voir Pantano.
Giorgio Pantano est un pilote automobile italien né le 4 février 1979 à Conselve (Italie)

## Biographie

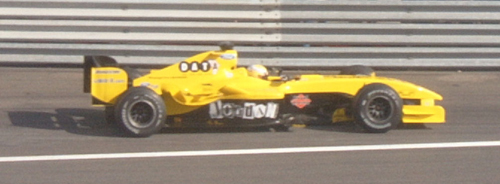
Débuts en Formule 1 avec Jordan Grand Prix en 2004.

À l'issue d'une carrière particulièrement brillante en karting (avec notamment un titre de champion du monde junior en 1994, et deux titres de champion d'Europe Formule A en 1995 et 1996 ), Giorgio Pantano passe au sport automobile en 2000, directement dans le championnat d'Allemagne de Formule 3. L'Italien confirme son grand potentiel en étant sacré dès sa première saison dans la discipline, ce qui lui permet de nouer des premiers contacts en Formule 1 et d'effectuer des essais privés pour le compte de l'écurie Benetton.
À partir de 2001, Pantano accède au championnat international de Formule 3000, dont il s'affirme comme l'un des hommes forts trois années durant, luttant même pour le titre jusqu'à la dernière manche en 2002, mais sans jamais parvenir à décrocher le titre, la faute en partie à un entourage technique moins performant que la concurrence. En parallèle, Pantano multiplie les essais avec diverses équipes de Formule 1 (McLaren, Williams, Scuderia Minardi), mais sans que cela ne débouche sur un engagement régulier.
C'est en 2004 que Pantano décroche enfin un volant de titulaire en Formule 1, pour le compte de l'écurie Jordan Grand Prix,. Mais l'équipe irlandaise est alors au plus mal et Pantano entache fortement sa réputation en se battant en fond de grille et en étant nettement dominé par son coéquipier Nick Heidfeld.
Depuis 2005, Pantano est redescendu d'un étage puisqu'il dispute le championnat GP2 Series. Il a également participé à deux manches du championnat IndyCar en 2005 pour le compte du Chip Ganassi Racing. En 2008, il a remporté le championnat GP2 Series avec l'équipe Racing Engineering. Il détient aussi le record du plus grand nombre de victoires en GP2 Series avec 8 succès, et est le pilote le plus victorieux dans le championnat de promotion de la Formule 1, avec 14 victoires en Formule 3000 et GP2, devançant ainsi Mike Thackwell et ses 13 victoires en Formule 2 et Formule 3000, ainsi que Jochen Rindt et ses 12 victoires en Formule 2. Les écuries de Formule 1 lui préfèrent pourtant ses dauphins, plus jeunes et appuyés par des commanditaires financiers.
Pantano s'est engagé en Superleague Formula pour la saison 2009, au sein de l'écurie de l'AC Milan et en auto GP pour la saison 2010.
En 2011, il fait son retour en Indycar au sein de l'écurie Dreyer & Reinbold Racing lors des courses de Sonoma, Baltimore et Motegi pour remplacer Justin Wilson accidenté à Mid Ohio.
Il participe à la saison 2013 de l'International GT Open au volant de la Mclaren MP4-12C GT3 de Bhai Tech Racing. L'année suivante, il renforce l'équipage du Boutsen Ginion Racing pour les 24 Heures de Spa.

## Résultats en Formule 3000
| Saison | Écurie    | Courses disputées | Pole positions | Victoires | Points inscrits | Classement |
| ------ | --------- | ----------------- | -------------- | --------- | --------------- | ---------- |
| 2001   | Astromega | 12                | 0              | 1         | 12              |            |
| 2002   | Coloni    | 12                | 1              | 3         | 54              | 2e         |
| 2003   | Durango   | 10                | 2              | 2         | 41              | 3e         |

## Résultats en championnat du monde de Formule 1
| Saison | Écurie            | Châssis | Moteur   | Pneus       | GP disputés | Points inscrits | Classement |
| ------ | ----------------- | ------- | -------- | ----------- | ----------- | --------------- | ---------- |
| 2004   | Jordan Grand Prix | EJ14    | Ford V10 | Bridgestone | 14          | 0               | 24e        |

| Année | Écurie      | Châssis     | Moteur   | 1      | 2      | 3      | 4        | 5        | 6        | 7      | 8   | 9        | 10     | 11       | 12     | 13       | 14       | 15       | 16  | 17  | 18  | Classement | Points |
| ----- | ----------- | ----------- | -------- | ------ | ------ | ------ | -------- | -------- | -------- | ------ | --- | -------- | ------ | -------- | ------ | -------- | -------- | -------- | --- | --- | --- | ---------- | ------ |
| 2004  | Jordan Ford | Jordan EJ14 | Ford V10 | AUS 14 | MAL 13 | BHR 16 | SMR Abd. | ESP Abd. | MON Abd. | EUR 13 | CAN | USA Abd. | FRA 17 | GBR Abd. | GER 15 | HUN Abd. | BEL Abd. | ITA Abd. | CHN | JPN | BRA | 24e        | 0      |

## Résultats en GP2 Series
| Saisons | Écuries                  | Courses disputées | Pole positions | Victoires | Points inscrits | Classement |
| ------- | ------------------------ | ----------------- | -------------- | --------- | --------------- | ---------- |
| 2005    | Super Nova International | 23                | 1              | 0         | 49              | 6e         |
| 2006    | FMS International        | 15                | 0              | 3         | 44              | 5e         |
| 2007    | Campos Grand Prix        | 20                | 1              | 2         | 59              | 3e         |
| 2008    | Racing Engineering       | 19                | 4              | 4         | 76              | Champion   |

## Palmarès
- Champion d'Allemagne de Formule 3 en 2000
- Champion GP2 Series en 2008